# Sternopriscus mundanus
Sternopriscus mundanus là một loài bọ cánh cứng trong họ Bọ nước. Loài này được Watts miêu tả khoa học năm 1978.

## Hình ảnh

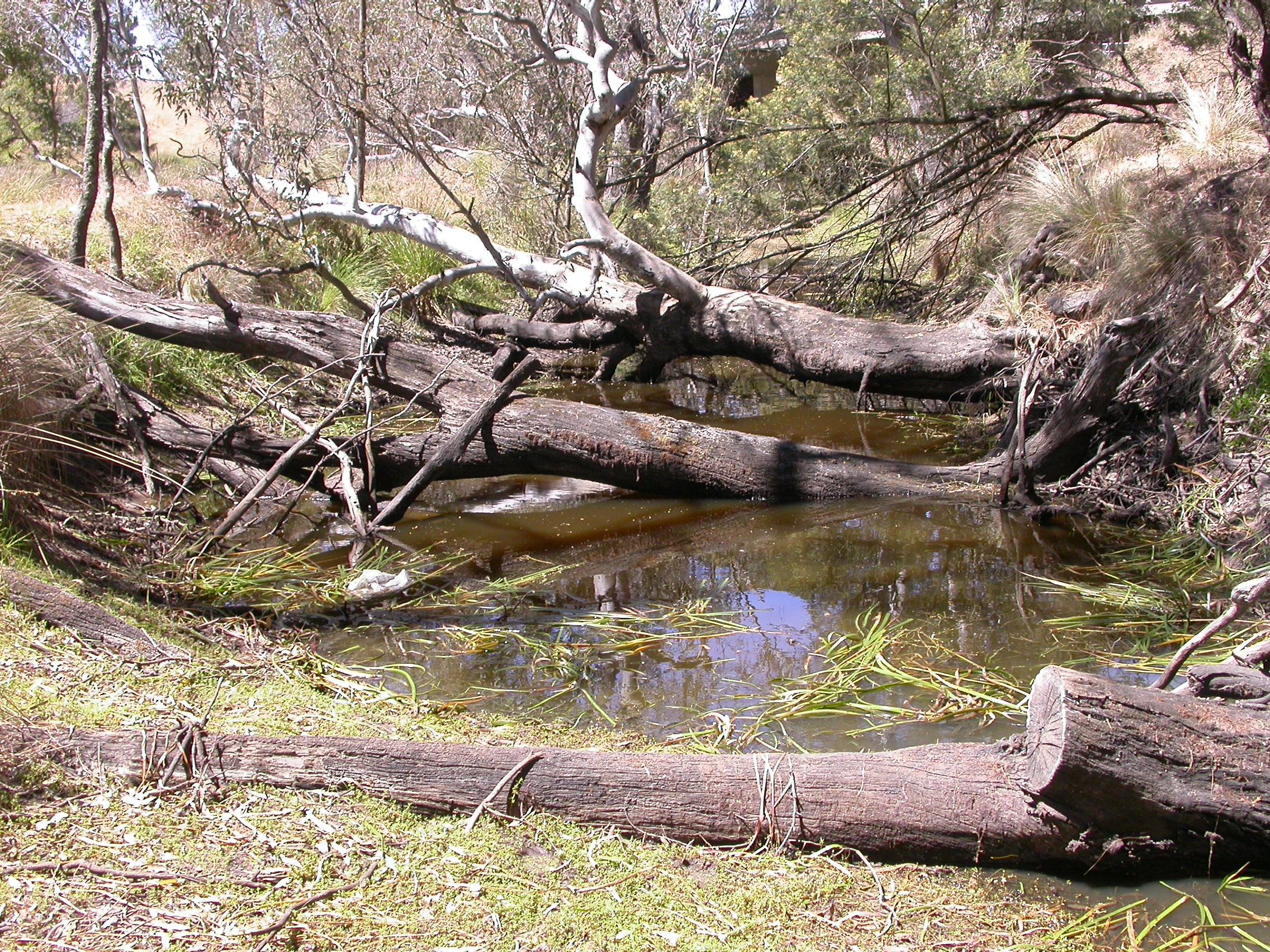